# Renata Arruda
Renata Lais de Arruda (født 18. februar 1999) er en kvindelig brasiliansk håndboldspiller som spiller for CS Gloria Bistrița-Năsăud og Brasiliens kvindehåndboldlandshold.
Hun repræsenterede Brasilien, under VM i kvindehåndbold 2019 i Japan. Hun var blandt de udvalgte i landstræner Jorge Dueñas's endelige trup ved Sommer-OL 2020 i Tokyo, hvor holdet endte på en samlet 11. plads.
Hun blev kåret til turneringens bedste spiller ved Ungdoms-Panamerikanskemesterskabet 2016 i Chile.